# RBA (casa editrice)
RBA è una casa editrice spagnola controllata dalla holding Arkonte Gestión Inmobiliaria di Ricardo Rodrigo Amar.
Il gruppo si articola in due divisioni: RBA Revistas, società editrice di numerosi periodici tra cui le edizioni spagnola e portoghese del National Geographic Magazine e l'edizione portoghese di Elle, RBA Libros e RBA Coleccionables. Ha sede a Barcellona ed è presente in circa 50 paesi in 12 lingue differenti; dispone di una sede secondaria a Madrid e controlla diverse filiali in: Argentina (RBA Argentina con sede a Buenos Aires), Francia (RBA Francia con sede a Parigi), Italia (RBA Italia con sede a Milano), Messico (RBA Mexico con sede a Città del Messico) e Portogallo (RBA Portugal con sede a Lisbona).

## Storia
RBA fu fondata nel 1981 da Ricardo Rodrigo Amar, Carmen Balcells e Roberto Altarriba (le cui iniziali dei cognomi formano l'acronimo RBA).
Nel 2006 ha acquistato il 50% della società di produzione cinematografica Orbita Max di Jordi Llompart oltre che il 60% del capitale della società Ediciones El Jueves, editrice dell'omonimo settimanale satirico.